# Haris Silajdžić
Haris Silajdžić (Breza, 1. rujna 1945.) je bošnjački bosanskohercegovački političar i bivši član Predsjedništva te zemlje.

## Životopis
Sin je hadži hafiza Kamila ef. Silajdžića.
Doktor je povijesnih znanosti, a radio je kao profesor na Filozofskom fakultetu u Sarajevu te drži predavanja na sveučilištima širom svijeta, između ostaloga i na prestižnom Harvardu, te još nekoliko američkih fakulteta.
Obavljao je dužnost ministra vanjskih poslova u Vladi Republike Bosne i Hercegovine (1990. – 1993.). te bio je Predsjednikom Vlade RBiH, među ostalim i za vrijeme rata u toj zemlji. Uz pokojnog predsjednika Izetbegovića, podnio je najveći teret ratnog liderstva napadnute i dobrim dijelom okupirane zemlje. Od 1997. godine obavljao je dužnost dopredsjednika Vijeća ministara BiH.
Izabran je za profesora na Filozofskom fakultetu u Sarajevu 1996. i na Cornell Unirvesity Ithaca, u New Yorku-1998.
Uživa značajan ugled u međunarodnim krugovima, a pogotovo u nekadašnjoj američkoj administraciji pod rukovodstvom demokrata. Govori nekoliko jezika.
Osnivač je Stranke za Bosnu i Hercegovinu. Fakultet arapskog jezika i islamistike završio je u Bengaziju, magistrirao je i doktorirao u Prištini.
Vođe najvećih nacionalnih stranaka u Bosni i Hercegovini, Dragan Čović, Milorad Dodik i Sulejman Tihić, dogovorili su paket ustavnih promjena, zvan Travanjski paket sredinom ožujka 2006., na inicijativu visokog predstavnika Christiana Schwarza-Schillinga. Međutim, Silajdžićeva Stranka za BiH, zajedno s HDZ-om 1990 oborila je prijedlog u Zastupničkom domu PS BiH 26. travnja 2006.
Nakon toga, pod utjecajem Travanjskog paketa, uslijedila je vrlo oštra politička kampanja, naročito između bošnjačke unitarističke Stranke za BiH i separatističkog SNSD-a Milorada Dodika. Jedni su pozivali na ukidanje, drugi na izdvajanje entiteta, ohrabreni proglašenjem neovisnosti Crne Gore u svibnju 2006. Zahvaljujući takvoj situaciji, Silajdžić je pobijedio SDA-ovog kandidata za bošnjačkog člana Predsjedništva BiH Sulejmana Tihića s 41% osvojenih glasova. U Predsjedništvo je ušao zajedno sa Srbinom Nebojšom Radmanovićem iz SNSD-a i Hrvatom Željkom Komšićem iz SDP-a BiH. Međutim, SDA je imala više zastupnika od SBiH u Zastupničkom domu PS BiH.

## Član Predsjedništva BiH
Na općim izborima 2006. izabran je za bošnjačkog člana Predsjedništva BiH. Kao član Predsjedništva, Silajdžić je nastojao držati BiH u središtu pažnje međunarodne zajednice te ju je stalno poticao na provođenje Daytonskog mirovnog sporazuma. Iskoristio je svoje veze na zapadu i islamskom svijetu za strana ulaganja u BiH. Zbog svog zalaganja za unitarizaciju i centralizaciju BiH, došao je u sukob s predsjednikom Vlade Republike Srpske Miloradom Dodikom, a sukobio se i s predsjednikom SDA, Sulejmanom Tihićem. Silajdžić i Dodik tako su doprinijeli polarizaciji političkih odnosa u BiH, rabeći oštru retoriku, te su vremenom stekli premoć unutar svojih glasačkih tijela. Dok je Silajdžić konstantno pozivao na ukidanje entiteta, Dodik je dotle reagirao mogućnošću raspisivanja referenduma o neovisnosti.
U vrijeme mandata kao član Predsjedništva BiH, Silajdžić se protivio ratifikaciji sporazuma s Hrvatskom o dvojnom državljanstvu. Prema Zakonu o državljanstvu BiH, koje je tada vrijedilo, svi državljani BiH koji se ne bi odrekli državljanstva skojim BiH nije imala sporazum o dvojom državljanstvu, gubili bi državljanstvo BiH. To je uvelike bilo problematično za gotovo pola milijuna Hrvata iz BiH, koji bi ostali bez bosanskohercegovačkog državljanstva do 2014. Kasnije je Predsjedništvo BiH ratificiralo je Sporazum s Hrvatskom u listopadu 2011.